# Завьялов, Александр Васильевич (физиолог)
Алекса́ндр Васи́льевич Завья́лов (1933—2006) — советский и российский учёный в области физиологии, доктор медицинских наук, профессор, член-корреспондент Российской академии медицинских наук (РАМН), заслуженный деятель науки РСФСР.

## Биография
Окончил Рязанский медицинский институт в 1957 году с отличием.
В 1964 году защитил кандидатскую диссертацию на тему «Материалы по изучению степени соответствия величины рефлекторной реакции силе раздражителя». Полученные результаты позволили обосновать новый подход к разработке способов диагностики функционального состояния сложной биологической системы.
В 1969 году защитил докторскую диссертацию на тему «Материалы исследования межсенсорных и внутрисенсорных взаимоотношений».
Александру Васильевичу было присвоено почётное звание «Заслуженный деятель науки РСФСР» (1987). Также он был избран членом-корреспондентом Российской академии медицинских наук в 1995 году.
С 1978 г. по 2003 г. — ректор КГМИ (КГМУ), директор Центрально-Чернозёмного научного центра РАМН.
А. В. Завьялов обладатель 9 авторских свидетельств и патентов. Им опубликовано более 230 научных работ.